# Devendranagar
Devendranagar è una suddivisione dell'India, classificata come nagar panchayat, di 11.411 abitanti, situata nel distretto di Panna, nello stato federato del Madhya Pradesh. In base al numero di abitanti la città rientra nella classe IV (da 10.000 a 19.999 persone).

## Geografia fisica
La città è situata a 24° 38' 53 N e 80° 22' 17 E.

## Società

### Evoluzione demografica
Al censimento del 2001 la popolazione di Devendranagar assommava a 11.411 persone, delle quali 6.003 maschi e 5.408 femmine. I bambini di età inferiore o uguale ai sei anni assommavano a 2.066, dei quali 1.119 maschi e 947 femmine. Infine, coloro che erano in grado di saper almeno leggere e scrivere erano 6.952, dei quali 4.125 maschi e 2.827 femmine.